# Newport (Carolina do Norte)
Newport é uma cidade  localizada no estado norte-americano de Carolina do Norte, no Condado de Carteret.

## Demografia
Segundo o censo norte-americano de 2000, a sua população era de 3349 habitantes.
Em 2006, foi estimada uma população de 3976, um aumento de 627 (18.7%).

## Geografia
De acordo com o United States Census Bureau tem uma área de
19,1 km², dos quais 19,0 km² cobertos por terra e 0,1 km² cobertos por água. Newport localiza-se a aproximadamente 4 m acima do nível do mar.

## Localidades na vizinhança
O diagrama seguinte representa as localidades num raio de 16 km ao redor de Newport.